# Бём, Отто
Отто Вильгельм Бём (нем. Otto Wilhelm Böhm; 11 июля 1890, Хайльбронн, Германская империя — 23 декабря 1964, Клингенмюнстер, ФРГ) — гауптшарфюрер СС и рапортфюрер в концлагере Заксенхаузен. 

## Биография
Отто Бём родился 11 июля 1890 года в семье сотрудника жандармерии Готтлиба Бёма и его супруги Элизабет. Посещал народную и среднюю школу, которую бросил в 1904 году. Впоследствии выучился на переплетчика и с 1910 по 1912 проходил военную службу и затем работал переплётчиком в Женеве. В 1914 году вернулся в Германию и в качестве добровольца в составе полевой жандармерии участвовал в Первой мировой войне. Бём был дважды ранен и трижды повышен в звании. В 1919 году переехал в Берлин, где работал торговым представителем в пищевой промышленности.
1 октября 1932 года вступил в НСДАП (билет № 1339793) и Общие СС. В 1933 году поступил на работу в Германский трудовой фронт в качестве клерка. С октября 1941 года был командиром взвода в концлагере Заксенхаузен. Летом 1943 года был переведён в комендатуру лагеря и стал рапортфюрером. На этой должности организовывал исполнение наказаний и проводил казни. Несколько заключенных сообщали о причастности Бёма к акциям массовых убийств. Во многих случаях Бём и сам был виновен в убийствах. В феврале 1945 года расстрелял не менее тридцати еврейских заключенных из филиала Либерозе, которые прибыли в Заксенхаузен во время эвакуационного марша. В конце апреля 1945 года Бём в качестве надзирателя сопровождал марш смерти заключенных Заксенхаузена на север.
После окончания войны ненадолго попал в плен к американцам, после чего поселился с семьей в Оберланштейне, где работал рекламщиком в газете. 10 апреля 1957 года был арестован. 15 октября 1960 года земельным судом Дюссельдорфа за убийство в 41-м случае и за пособничество в убийстве был приговорён к пожизненному заключению. Уже в следующем году Бёму была предоставлена отсрочка от тюремного заключения по болезни, но в 1962 году он снова был заключен в тюрьму после официального медицинского обследования. В начале декабря 1964 года его перевели в психиатрическую больницу, где он умер 23 декабря.